# Мвене, Филипп
Фи́липп Мве́не (нем. Phillipp Mwene; род. 29 января 1994, Вена) — австрийский футболист, полузащитник клуба «Майнц 05» и сборной Австрии. Участник чемпионата Европы 2024.

## Клубная карьера
Мвене — воспитанник столичного клуба «Аустрия». В 2010 году Филипп перешёл в немецкий «Штутгарт». В 2013 году он начал выступать за дублирующий состав. В 2016 году Мвене подписал контракт с клубом «Кайзерслаутерн». 5 августа в матче против «Ганновер 96» он дебютировал во Второй Бундеслиге. 21 февраля 2018 года в поединке против «Дармштадт 98» Филипп забил свой первый гол за «Кайзерслаутерн». В том же году Мвене перешёл в «Майнц 05». 1 сентября в матче против «Нюрнберга» он дебютировал в Бундеслиге. 3 мая 2021 года в поединке против столичной «Герты» Филипп забил свой первый гол за «Майнц 05».
Летом 2021 года Мвене перешёл в нидерландский ПСВ. 21 июля в поединке квалификации Лиги чемпионов против турецкого «Галатасарая» Филипп дебютировал за новый клуб. 14 августа в матче против «Хераклеса» он дебютировал в Эредивизи.
23 августа 2023 года вернулся в «Майнц 05», подписав с клубом трёхлетний контракт. 

## Карьера в сборной
4 сентября 2021 года в отборочном матче чемпионата мира 2022 против сборной Израиля Мвене дебютировал за сборную Австрии.
В 2024 году Мвене принял участие в чемпиоанте Европы в Германии. На турнире он сыграл в матчах против сборных Франции, Польши и Турции.

## Достижения
Клубные
ПСВ
- Обладатель Кубка Нидерландов (2): 2021/22, 2022/23
- Обладатель Суперкубка Нидерландов (3): 2021, 2022, 2023